# 天通苑南站
天通苑南站是北京地铁5号线上的一座车站，位于北京市昌平区天通苑南街道立汤路与太平庄中街交叉口南侧。車站色調為白色及紅色。

## 位置
本站位于立汤路西侧，天通苑西单购物中心的对面，天通西苑一区东大门以北。

## 出口
这座车站仅有一个出口：A出口，在车站南端，临近天通西苑一区。
|                       |                |                                    |      |            |
| 編號                  | 指示           | 建議前往的目的地                   | 照片 | 無障礙設施 |
| 出口 · A · 升降机标志 | 立汤路（西侧） | 公交天通西苑北站、天通西苑、天通苑 |      |            |
| 註： 設有             |                |                                    |      |            |

## 结构

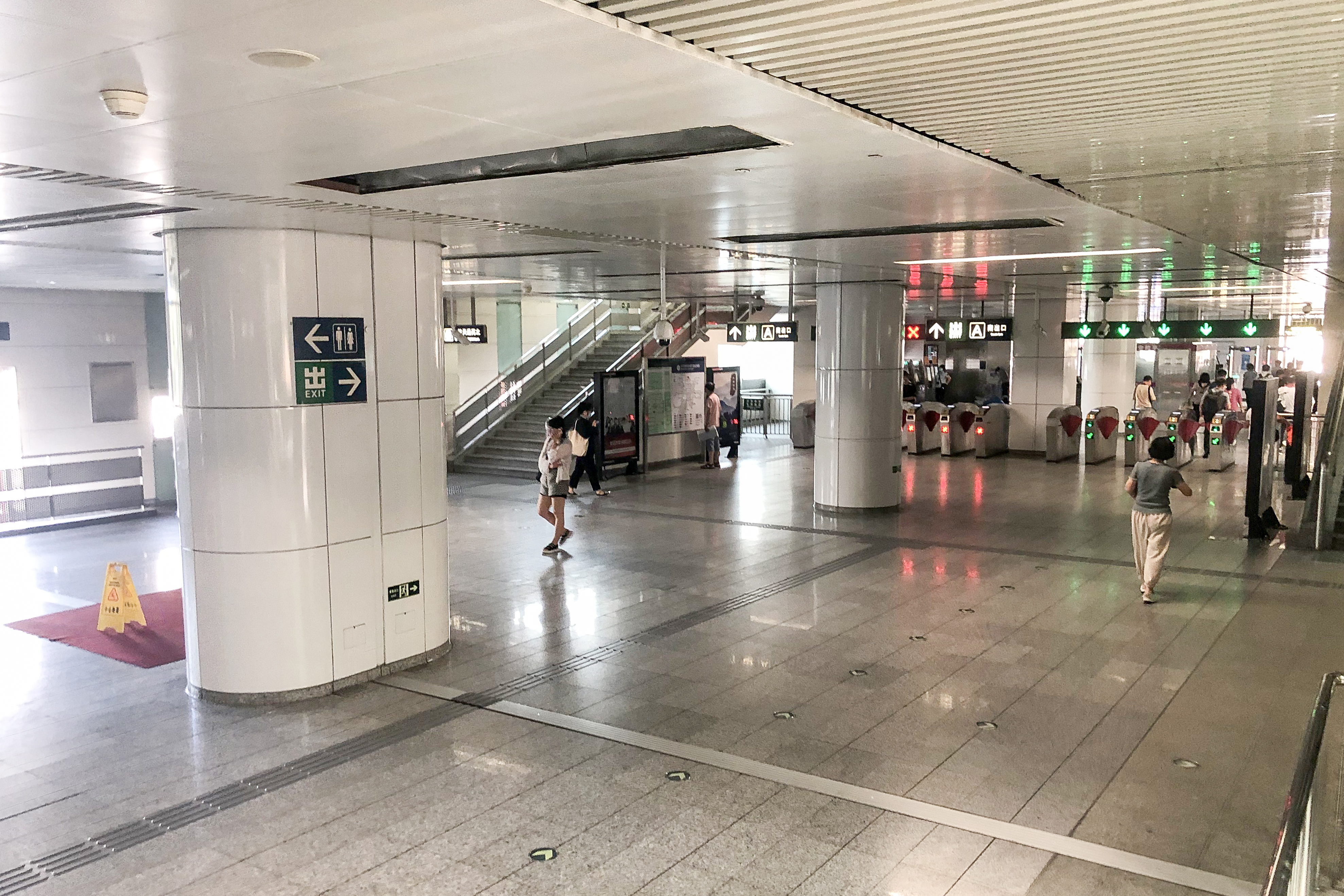
站厅（2021年7月摄）

这座车站为高架车站，侧式站台设计。
| 地上二层 站台层 | 侧式站台，右側開门          | 侧式站台，右側開门            |
| 地上二层 站台层 | █ 5号线往天通苑北（天通苑） |                               |
| 地上二层 站台层 | █ 5号线往宋家庄（立水桥）   |                               |
| 地上二层 站台层 | 侧式站台，右側開门          |                               |
| 地面层 站厅层   | 站厅                        | A出入口、客服中心、进出站闸机 |